# Base Melchior
La base Melchior (in spagnolo Base Melchior) è una base antartica argentina.

## Ubicazione
Localizzata a ad una latitudine di 64° 20' sud e ad una longitudine di 62°59' ovest la stazione si trova sull'isola Observatory, al largo della penisola Antartica.
Il primo insediamento argentino nella zona è stato inaugurato il 31 marzo 1947, come base navale. La stazione ha operato come base estiva sino alla stagione antartica 1997/98, quando è stata abbandonata.
La base ha svolto osservazioni meteorologiche dal 1947 e si è dedicata allo studio della ionosfera e delle aurore polari.